# 愛情故事 (1986年電影)
《愛情故事》（義大利語：Storia d'amore）是一部於1986年上映的意大利劇情片。該片由法蘭切斯柯·馬賽裡執導。它入選第43屆威尼斯影展，並贏得評審團特別獎和威尼斯影展最佳女演員獎。

## 角色
- 薇拉莉·葛琳諾 飾 布魯娜·阿瑟斯塔蒂
- 布拉斯·羅卡-雷 飾 塞爾吉奧
- 利維奧·潘尼里 飾 馬里奧
- 路易吉·狄貝蒂（英语：Luigi Diberti） 飾 布魯娜的父親
- 加布里埃拉·佐洛傑裡（英语：Gabriella Giorgelli） 飾 塞爾吉奧的母親

## 外部鏈接
- 互联网电影数据库（IMDb）上《愛情故事》的资料（英文）
- 豆瓣电影上《愛情故事》的資料 （简体中文）